# (161384) 2003 UK25
2003 يو كي 25 (ويعرف أيضًا باسم (161384) 2003 يو كي 25 وفق تسمية الكوكب الصغير) (بالإنجليزية: 2003 UK25)‏ هو كويكب ضمن حزام الكويكبات؛ وترتيبه 161384 من حيث الاكتشاف.
اكتُشف هذا الجُرم الفلكي بواسطة جيمس ويتني يونغ في 24 أكتوبر 2003.

## وصلات خارجية
- (161384) 2003 UK25 في قاعدة بيانات مختبر الدفع النفاث لأجرام النظام الشمسي الصغيرة

- الاكتشاف · مخطط المدار ·  العناصر المدارية · المعلمات المادية

- (161384) 2003 UK25 على موقع ويكي سكاي: DSS2, SDSS, GALEX, IRAS, Hydrogen α, X-Ray, Astrophoto, Sky Map, Articles and images